# Martinezostes ruizi
Martinezostes ruizi is een keversoort uit de familie Hybosoridae. De wetenschappelijke naam van de soort is voor het eerst geldig gepubliceerd in 1946 door Gutiérrez.